# Veli Kavlak
Veli Kavlak (Viena, Austria, 3 de noviembre de 1988) es un futbolista austriaco de ascendencia turca. Juega de centrocampista y se encuentra sin equipo tras abandonar el Beşiktaş JK turco en agosto de 2018. Ha jugado también para la selección de fútbol de Austria.

## Clubes
| Club           | País    | Año       |
| -------------- | ------- | --------- |
| Rapid Viena    | Austria | 2004-2011 |
| Beşiktaş J. K. | Turquía | 2011-2018 |